# Ельня (Брестская область)
Ельня (бел. Ельня) — деревня в Ганцевичском районе Брестской области Беларуси. Входит в состав Любашевского сельсовета.

## География
Деревня находится в северо-восточной части Брестской области, у западной окраины города Ганцевичи, административного центра района. Абсолютная высота — 159 метров над уровнем моря. Площадь населённого пункта — 0,5392 км².

## История
По состоянию на 1909 год, в Ельно имелось 11 дворов и проживало 55 человек. В административном отношении деревня входила в состав Круговичской волости Слуцкого уезда Минской губернии.
Согласно Рижскому мирному договору (1921), деревня вошла в состав межвоенной Польши. Входила в состав гмины Круговичи Лунинецкого повета Полесского воеводства Польши. В 1921 году числилось 92 жителя, проживавших в 14 домах. В этническом составе населения того периода поляки составляли 93 %, белорусы — 7 %. В конфессиональном составе населения преобладали католики (93 %).
С 1939 года в БССР.

## Население
По данным переписи 2019 года, в деревне проживало 116 человек.
| Год  | Население, человек |
| ---- | ------------------ |
| 1909 | 55                 |
| 1921 | ↗ 92               |
| 2009 | ↗ 158              |
| 2019 | ↘ 116              |